# Stepping Stone
"Stepping Stone" é o quarto single do primeiro álbum Rockferry (terceiro na América do Norte), da cantora Duffy. O quarto single do álbum seria "Serious", mas em julho de 2008, a Polydor Records confirmou que Stepping Stone seria o single. Foi lançado em 1 de setembro de 2008, tendo sido produzida e co-escrita por Steve Booker.

## Faixas

### CD single (Reino Unido)
1. "Stepping Stone"
2. "Frame Me"

### 7" single (Reino Unido)
1. "Stepping Stone"
2. "Big Flame"

## Paradas musicais
| Parada (2008)           | Melhor posição |
| ----------------------- | -------------- |
| Bulgarian Singles Chart | 33             |
| Danish Singles Chart    | 18             |
| Greek Singles Chart     | 3              |
| Irish Singles Chart     | 41             |
| Polish Music Charts     | 1              |
| Swiss Singles Chart     | 49             |
| Taiwan Singles Chart    | 2              |
| Turkey Top 20 Chart     | 11             |
| UK Singles Chart        | 21             |